# Църкви във Велико Търново
През времето на Втората българска държава в нейната столица Търновград (дн. Велико Търново) и околностите са изградени множество църкви и манастири, превърнали се в средища на духовен и културен живот и станали места за съхранение на исторически книги и паметници на българската история. Днес в града има много църкви и параклиси, както и манастир.

## Недействащи църкви
Днес паметници на културата са недействащите църкви:
- Патриаршеска църква „Възнесение Господне, възстановена и изписана през 1981 г.
- „Свети четиридесет мъченици“[1]
- „Свети Димитър Солунски“[2]
- „Свети Петър и Павел“[3]
- „Свети Георги“[4]

В старата част на града са развалините на църквата „Свети Спас“ и Арменската църква.

## Действащи църкви
- катедрала „Рождество Богородично“
- църква „Св. Кирил и Методий“
- църква „Св. Константин и Елена“
- църква „Св. Марина“
- църква „Св. Никола“
- църква „Св. Троица“
- църква „Успение Богородично“ – на мястото на девическия манастир „Св. Богородица Темниска“
- параклис „Св. Димитър“ – в двора на Професионалната гимназия по сградостроителство „Кольо Фичето“
- параклис „Св. безср. Козма и Дамян“
- параклис „Св. арх. Михаил“
- параклис „Св. Седмочисленици“ – в двора на НВУ „Васил Левски“[5]
- параклис „Св. Мина“
- римокатолическа църква „Дева Мария на Броеницата“

## Търновски светци
- Патриарх Евтимий Български
- Патриарх Йоаким Търновски
- Йоан Търновски (Нови, Трапезицки)
- Патриарх Йоан Търновски
- Йоаким I Търновски
- Роман Търновски (Килифарски)
- Сергий Къпински (Капиновски)
- Теодосий Търновски
- Теофилакт Търновски
- Петка Българска
- Филотея Търновска